# Villa Il Melarancio (Scandicci Alto)
Villa Il Melarancio è una villa trecentesca, situata sul colle di Scandicci alto nell'omonima via.

## Storia
Secondo lo storico Carocci il nome della villa deriva dalle piante di melarancio che fiorivano sul colle di Scandicci Alto, per certo sappiamo che nel 1427 quando la villa era proprietà di Michele di Torello Torelli di Prato si chiamasse “Villa Il Giglio”.
La villa ha avuto tanti proprietari tra cui i Martelli , I Torrigiani e nel 1624 per donazione passò ad Alessandro Girolamo Viti di Bergamo. Conseguentemente nel 1739 il canonico Giuliano Viti lasciò tutti i suoi averi compresa la villa ai frati domenicani di San Marco a Firenze, che la cedettero poi nei primi anni dell'Ottocento all'Arcivescovato di Firenze che la vendettero infine ai Salvini nel 1976.

## Struttura della villa
Il complesso è formato dalla villa, dalla casa colonica collegate da un cortile interno a pianta quadrata e da una cappella. Appena si entra si trova un'aia lastricata con un'elegante loggetta in parte richiusa con delle colonne con capitelli tuscanici. Accanto alla loggetta si ha l'accesso alla casa colonica, proseguendo si trova la facciata della villa di carattere seicentesco. Si hanno testimonianze dei Viti per i loro stemmi in pietra e di altre famiglie per degli stemmi monocromatici affrescati tra le finestre del primo piano, la villa si sviluppa solo al primo piano poiché al secondo è adibita a casa colonica ed è caratterizzata da decorazioni novecentesche.
- Il cortile è interno alla villa ed è completamente lastricato ed ornato di pozzo.
- La cappella è dedicata alla Beata Vergine, si trova ad ovest e come la villa non ha un buono stato di conservazione poiché non restaurata se non nel 1800 per il quale è stato rinvenuto un dipinto che raffigura la Madonna, San Giuseppe, Sant'Anna e San Giovannino.

## Curiosità
- La casa colonica, è indicata come Casa Buzzegoli, ed appartiene tuttora a questa famiglia.
- Nella stanza all'ingresso della villa vi è una lapide che ricorda i restauri fatti dal Cardinal Mistrangelo nel 1902, quando la villa era in pessime condizioni e fu ampliata.
- Nel 2000 si ha l'acquisto e frazionamento della Villa, coloniche ed annessi da parte delle famiglie Bianco, Bigazzi, Capecchi, Pagliai e Pestelli. Tutto l'immobile rimasto per anni in stato di incuria è sottoposto a un radicale consolidamento, risanamento e restauro da parte dei nuovi proprietari, sotto la sorveglianza, le direttive e con il contributo della Soprintendenza per il patrimonio storico ed artistico della provincia di Firenze.